# Ucisz moje serce
Ucisz moje serce – utwór polskiej piosenkarki Sashy Strunin pochodzący z jej pierwszego albumu studyjnego pt. Sasha. Jego akustyczna wersja 18 czerwca 2010 została wydana w formacie digital download jako trzeci singel z płyty.

## Notowania
| Kraj   | Lista (2010)               | Najwyższa pozycja na liście |
| ------ | -------------------------- | --------------------------- |
| Polska | Muzyczne Radio (TOP 30 PL) | 13                          |

Uwagi
- Utwór dotarł do 6. miejsca w propozycjach do notowania Liga Hitów Radia Zet[3].